# Národní park Everglades
Everglades je národní park v jižní části Floridy (USA), známý především svými rozsáhlými mokřady a specifickou faunou i flórou. Nadmořská výška je velice nízká – od 0 do 2,4 m n. m.
Park byl zřízen 6. prosince 1947 prezidentem Harry S. Trumanem a v současné době se rozkládá na ploše 610 684 hektarů. V roce 1979 byl zapsán na seznam světového dědictví.
Nejznámější jsou Everglades především díky aligátorům, krokodýlům, kriticky ohrožené floridské pumě, ale i vodnímu ptactvu, které je v tomto parku značně rozšířené.
Turistickou atrakcí jsou tzv. airboats, neboli vrtulové čluny. Jedná se o lodě, poháněné vrtulí (nemají lodní šroub), které se bažinami a kanály pohybují rychlostí i 70 km/h.

## Dostupnost
Do parku se dá snadno dostat z Miami po mezistátní silnici č. 441 nebo po silnici č. 27. Existuje i autobusové spojení z Miami či Miami Beach a přímé letecké spojení z Miami.

## Podnebí
Klima je zde vlhké a mírné, subtropického charakteru. Teploty se pohybují mezi 20 a 35 °C, průměrný roční úhrn srážek činí asi 1500 mm.

## Krajina
Téměř celé území Floridy leží na vápencovém podloží, které je pozůstatkem pravěkých moří. V dobách meziledových byly vápencové vrstvy pravidelně zaplavovány a mírně kyselá voda vytvářela ve vápenci rozsáhlé krasové systémy zadržující obrovské množství podzemní vody. Tato zásobárna se označuje jako floridská zvodeň (Florida Aquifer) a patří k největším zásobárnám sladké vody na planetě. Na mnoha místech vystupuje na povrch a vytváří vodní plochy, které pak napájejí pomalu tekoucí řeky. Díky nepatrnému spádu se voda z oblasti střední Floridy dostává řekou Kissimmee do největšího floridského jezera Okeechobee, odkud pak protéká bažinami Everglades k pobřeží Mexického zálivu. Výškový rozdíl mezi hladinami jezera a moře činí zhruba 3–3,5 m. Řeka, která takto vzniká, je dlouhá 160 km a široká 100 km, voda se v ní při minimálním spádu pohybuje rychlostí pouhých několika desítek až stovek metrů za den. Průměrná hloubka se uvádí 15 cm, ale ta kolísá v průběhu roku. Národní park Everglades je proto z velké části pokryt mokřady. Území je vytvořeno řekou Pahayokee, v jazyce Seminolů „řekou trávy“, která je hluboká maximálně 15 cm, ale široká 80 km. Mezi jezerem Okeechobee a Atlantským oceánem, na posledních 160 metrech svého toku, pokrývá řeka střední část Floridy, sníženou pod hladinu moře. Tato morfologická konfigurace představuje výjimečné dědictví doby ledové. Uprostřed řeky Pahayokee jsou malé ostrůvky hustě porostlé vysokokmennými tropickými stromy. Tam, kde pevnina zasahuje do řeky, rostou palmy, mařice Cladium jamaicensis a lekníny, dále směrem na souš je vegetace tvořena mahagonovými stromy a borovicemi. Na okraji parku, podél pobřeží, je hustá mangrovová bariéra.
V Everglades žije také mnoho živočišných druhů, mimo jiné šedé veverky, mývali, jelení zvěř, kuguáři, rysi, vačice, aligátoři, želvy, obojživelníci a mnohé druhy ptáků a ryb. A ohrožení kapustňáci.

## Zavlečené druhy
V parku se vyskytuje několik nepůvodních druhů, které by mohly narušit ekosystém v evergladeských mokřadech. Již v 80. letech dvacátého století byla spatřena krajta tmavá pocházející z Asie. Ta se tam rychle etablovala a nyní (2016) se odhaduje, že v mokřadech žije kolem 30 tisíc hadů. Ti se živí i místní ohroženou zvěří a jsou nebezpeční i aligátorům. Úřady vyplácejí za jejich dopadení odměnu.
Dalším druhem je krokodýl nilský. To na Floridě potvrdily testy DNA provedené u zvířat nalezených již v letech
2009, 2011 a 2014. Krokodýli mohou být velkou konkurencí pro americké aligátory. Krokodýl nilský dosahuje délky až šesti
metrů, místní aligátoři mají obvykle do čtyř metrů.

## Galerie

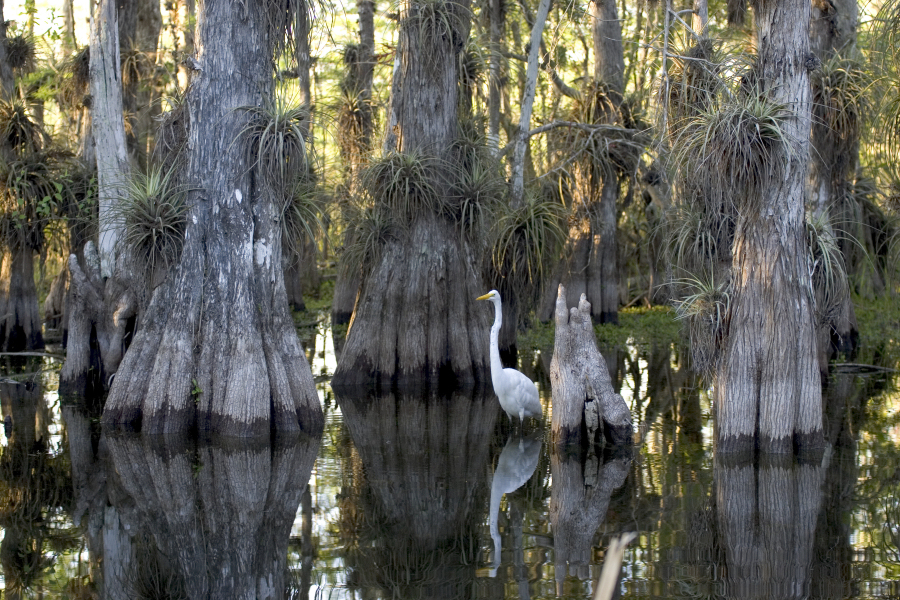
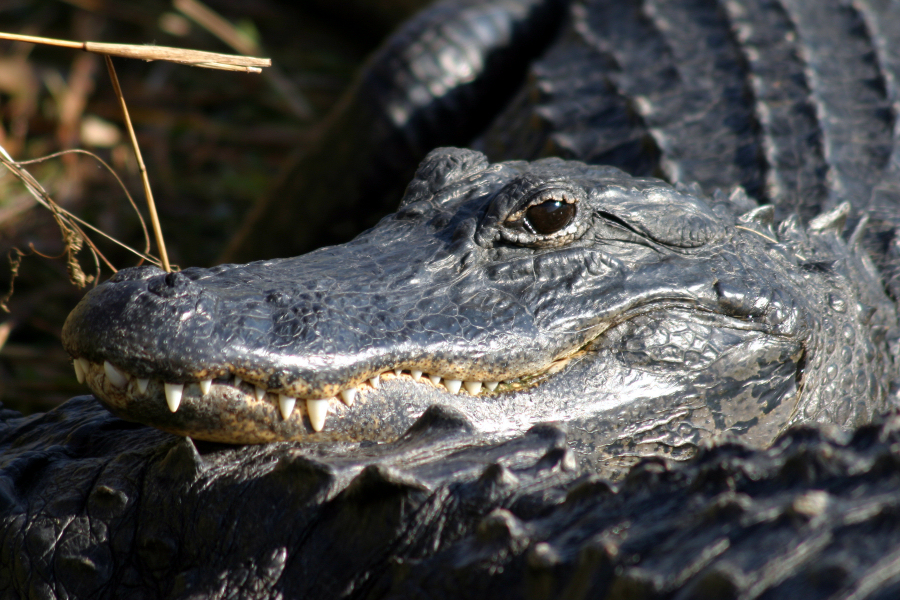
Aligátor
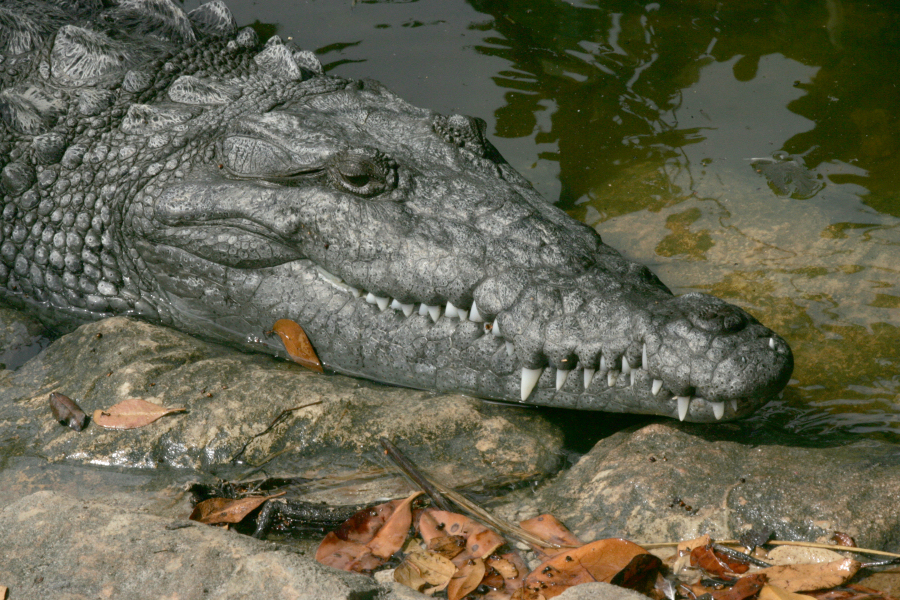
Krokodýl americký
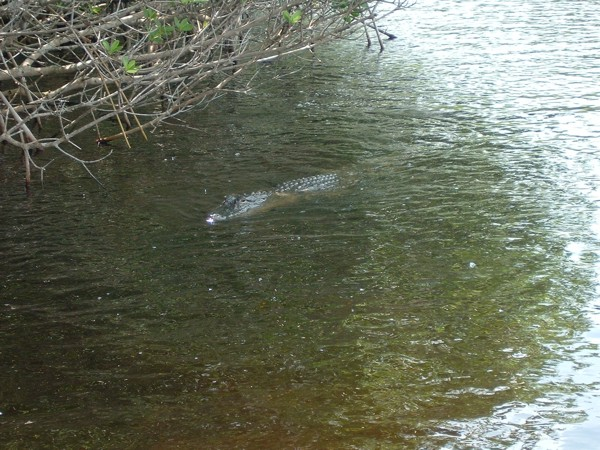
Aligátor